# Reggie Garrett
Reginald Weldon Garrett (Silsbee, 21 novembre 1951) è un ex giocatore di football americano statunitense che ha militato nel ruolo di wide receiver nella National Football League (NFL).

## Carriera
Garrett giocò per due stagioni come professionista con i Pittsburgh Steelers, vincendo in entrambe il Super Bowl. La sua carriera si chiuse con 28 presenze e un touchdown su ricezione. In seguito divenne manager della sicurezza presso la U.S. Foods a Perth Amboy, New Jersey.

## Palmarès

### Franchigia
- Super Bowl : 2

Pittsburgh Steelers: IX, X
- American Football Conference Championship: 2

Pittsburgh Steelers: 1974, 1975